# Nitrica
Nitrica (prononciation slovaque : [ˈɲɪtrɪt͡sa] ; allemand : Nitritz, hongrois : Rákosvölgyudvarnok) est un village de Slovaquie situé dans la région de Trenčín au bord de la rivière du même nom.

## Histoire
La première mention écrite du village date de 1113.

## Démographie

### Évolution de la population
| Année:               | 1994. | 2004.   | 2014.   | 2024.   |
| -------------------- | ----- | ------- | ------- | ------- |
| Nombre de personnes: | 1219  | 1260    | 1223    | 1151    |
| Différence:          |       | +3,36 % | -2,93 % | -5,88 % |

| Année:               | 2023. | 2024.   |
| -------------------- | ----- | ------- |
| Nombre de personnes: | 1166  | 1151    |
| Différence:          |       | -1,28 % |